# Gerhard Quadejacob
Gerhard Quadejacob (* 28. Februar 1951; † 30. Dezember 2022 in Hermsdorf) war ein deutscher Fußballtorwart, der von 1971 bis 1982 in der DDR-Liga, der zweithöchsten Spielklasse im DDR-Fußball, aktiv war.

## Sportliche Laufbahn
Bis 1971 spielte Gerhard Quadejacob im Nachwuchsbereich der Betriebssportgemeinschaft BSG Wismut Gera. Zur Saison 1971/72 wurde er für die DDR-Liga-Mannschaft als dritter Torwart hinter Klaus Heinzel und Dieter Kühne nominiert. Er kam in dieser Saison nur einmal in einem Ligaspiel zum Einsatz, als er am 9. Spieltag nach einem Feldverweis von Heinzel in der 70. Minute eingewechselt wurde.
Von Gera wechselte Quadejacob zur Saison 1972/73 zum DDR-Ligisten Motor Hermsdorf, wo er bis 1981 das Tor hütete. Zunächst war er zweiter Torwart hinter Manfred Grimm und wurde in seiner ersten Hermsdorfer Spielzeit nur dreimal in der 1. Mannschaft aufgeboten. Da die BSG Motor aus der DDR-Liga absteigen musste, verbrachte Quadejacob die Saison 1973/74 in der drittklassigen Bezirksliga. Nach dem sofortigen Wiederaufstieg war er für 1974/75 zunächst die Nummer eins im Hermsdorfer Tor. Er bestritt jedoch in den 22 Ligapunktspielen nur zwölf Begegnungen, während sein Konkurrent Horst Roselt die übrigen zehn Punktspiele bestritt.
In den Spielzeiten 1975/76 und 1976/77 fehlte Quadejacob im Kader von Motor Hermsdorf, da er in dieser Zeit zum Wehrdienst in der Nationalen Volksarmee eingezogen war.
Nach der Entlassung aus dem Militärdienst kehrte Quadejacob wieder zum Motor Hermsdorf zurück, wo er sich zur Saison 1977/78 mit zwei weiteren Bewerbern auseinanderzusetzen hatte. Doch hatten Henning Franke (sieben Einsätze) und Harald Marquardt (vier) gegen Quadejacob mit zwölf Ligaspielen das Nachsehen. 1978/79 drehte sich das Verhältnis, denn Franke wurde als 1. Torwart nominiert, der auch 15 der 22 Liga bestritt. 1979/80 wurde nach einem abermaligen Abstieg wieder in der Bezirksliga gespielt, in der sowohl Quadejacob als auch Franke erneut zum Kader gehörten. Wie 1974 gelang wieder der umgehende Aufstieg, und mit Franke und Quadejacob gab es 1980/81 wieder das gleiche Torwartduo, obwohl die BSG Motor Quadejacob als alleinigen Torwart nominiert hatte. Dieser kam jedoch nur zu fünf Ligaspielen, die er zu Saisonbeginn absolvierte. Danach entwickelte sich die BSG Motor zur Fahrstuhlmannschaft mit ständigem Wechsel zwischen DDR-Liga und Bezirksliga. Quadejacob verlor endgültig seinen Stammplatz an Henning Franke. In der Bezirksligasaison 1981/82 gehörte er gar nicht zum Kader, 1982/83 kam er nur zu zwei DDR-Liga-Einsätzen.
Nach der Saison 1982/83 schied Gerhard Quadejacob bei der BSG Motor Hermsdorf aus, nachdem er dort in 44 DDR-Liga-Spielen im Tor gestanden hatte. Als Freizeitkicker schloss er sich der viertklassigen Betriebssportgemeinschaft KIM in St. Gangloff an.